# Thelma Fardin
Thelma Fardin este o actriță argentiniană care a jucat în serialul ,,Patito Feo", interpretând o populară sub numele de Josefina Beltran.
Numele ei real este Thelma Fardin. Porecla ei este Thell. Data nașterii și zodia sa: 24 octombrie 1992 și zodia Scorpion. Locul nașterii este Bariloche, provincia Patagonia,din Argentina,dar locuiește în Buenos Aires. Este necăsătorită, având doar 16 ani. Are și un animal de casă, o broscuță țestoasă de care se ocupă foarte mult. Inălțimea ei este de 1.76 m și greutatea de 50 kg. Culoarea ochilor este un căprui foarte închis, iar culoarea părului este brunet. Hobby-urile ei sunt muzica(în film interpretează multe melodii, cum ar fi ,,Fiesta"), și dansul. Site-ul pe care este prezentată oficial este www.patitofeo.tv. În 2006 a jucat cu Facundo Arana și Natalia Oreiro în ,,S.O.S. mi vida" ,telenovelă de succes. Însă în 2007, odată cu rolul în Patito Feo, ea a fost recunoscută pe plan mondial și a fost încununată de un succes enorm.
Thelma Fardin (Josefina) în Patito Feo:
Este sora lui Matias(Gaston Sofritti). Va deveni cea mai buna prietenă a lui Patito(Laura Esquivel) și, împreună cu Tamara(Eva Quatrocci) si Sol(Maria Sol Berecochea), vor forma grupul Las Populares, care se înfruntă cu cel condus de Antonella(Brenda Asnicar). Fire veselă, simpatică, nu poate înțelege cum de fratele ei o place pe nesuferita de Antonella(Brenda Asnicar). Este pasionată de cărți. Este iubita lui Guido(Santiago Talledo), insa si Alan(Nicolas Zuviria) o place si de aceea Guido si Alan nu se inteleg bine. Josefina(Thelma Fardin) este in grupul Popularelor, iar iubitul ei, Guido(Santiago Talledo), este in grupul Divinelor. De fapt, asa sunt toate cuplurile din acest film. Insa diferenta dintre ei ii aseamana mult.
Thelma Fardin, în rolul din Patito Feo, și-a dezvoltat și popularitatea în teatru, ca și în lumea muzicală.,,Fiesta", ,,Amigos del Corazon", ,,A volar",,,Mas" și altele, sunt melodii în care și ea a cântat diferite părți. Este, de asemenea, o coregrafă pricepută, ajutând coregraful angajat de Ideas del Sur la coregrafiile dansurilor Popularelor, și de asemenea, ale dansurilor Divinelor. Thelma Fardin, Brenda Asnicar și Laura Esquivel s-au implicat în găsirea de coloane sonore potrivite. In Argentina, Patito Feo a fost si spectacol de teatru, nu numai serial difuzat la televiziuni. Josefina se caracterizeaza cel mai mult prin inteligenta si frumusete. In Patito Feo, toti elevii de la Preety Land School Of Arts stau in acelasi cartier, El Sol, dar pe strazi diferite. Coincidenta a făcut ca vila in care familia Josefinei traia sa fie pe strada ,,Estrella de Argentina"(Steaua Argentinei), nume care, zice ea, o va defini in viitor. Dar de ce nu si acum?
Thelmy, cum o stim toti, va sosi in turneul de promovare Patito Feo 2007 in multe tari europene, printre care speram ca va fi si Romania. Desi multe personaje, in acest turneu, si-au schimbat look-ul (Brenda Asnicar s-a făcut blonda), Thelma a rămas neschimbata, cucerind si fără alt look inimile spectatorilor. 
Desi Thelma Fardin a jucat si in alte telenovele, de asemenea cu succes, nici una nu i-a dat o asemenea satisfactie ca si Patito Feo. Rolul adolescentei simpatice de la Preety Land School Of Arts i se potriveste de minune, ei placandu-i la nebunie sa cante si sa danseze. În Patito Feo I, Thell joaca impreuna cu Brenda Asnicar, Laura Esquivel, Eva Quatrocci, Maria Berecochea, Griselda Siciliani, Juan Darthes, Gaston Sofritti si altii, iar în Patito Feo II, va juca si cu alti actori renumiti. Se preconizează că Patito Feo II va începe să fie difuzat de la începutul lunii Septembrie.
Thelma invata la colegiul ,,Olegario Andrade", si in timpul liber, locuieste in satul San Isdiro. Ea are 2 surori si 1 frate: Monica, Carla si Jose Luis. Idolii ei sunt Madonna si Johny Deep.Cand era mica, ii placea desenul animat ,,Mafalda". Momentan, ea nu are iubit, si nu are o echipa de fotbal preferata in afara de Nationala Argentinei. Prietenii ei cei mai buni sunt Mauro, Camila Salazar, Belen Berechocea, Laura Esquivel si Eva Quatrocci. Alte porecle sunt Thelmy, Titi, Telma si Thilmy. Visul ei este sa-si aleaga o meserie pe care o iubeste si sa isi gaseasca pacea langa familia ei. Bautura ei preferata, pe care ii place sa o bea cu prietenii se numeste ,,Mate". Deviza ei este ,,Lucha por tu vida"(Lupta pentru viata ta), melodiile ei preferate sunt Rihanna-Umbrella si Beyonce&Shakira-Beautiful liar. Ii plac filmele ,,Titanic" si ,,Ice Age 2".Idolii ei sunt RBD, pe care ii numeste ,,mexicanii cu efect". Ii plac mancarurile chinezesti, in special sushi. Din RBD, ii plac melodiile: ,,Carino mio", ,,Ser o parecer" si ,,Rebelde".Numele broscutei ei testoase este Cichi. In San Isdiro are si un caine pe care il cheama Santi. Thelma Fardin este fără indoiala o actrita foarte buna!
Thelma Fardin in anul 2016 a aparut la TV sub numele de Flor in Soy Luna,fiind verisoara lui Matteo.A cantat la un Open Music cu Roller Band(trupa din Soy Luna).Il place pe Nico(Lionel Ferro in Soy Luna).Gaston incearca sa o cucereasca.A aparut in 6 episoade(13-18 sezonul 1).Nu stia sa patineze.A mai aparut si in sezonul 2 din Soy Luna.Ea s-a tuns  scurt si odata cu aceasta aparitie,si-a făcut cont de instagram.
1. ↑  cinenacional.com, accesat în 28 mai 2017
2. ↑  Thelma Fardín, Česko-Slovenská filmová databáze
3. ↑  „Thelma Fardin”, Internet Movie Database, accesat în 15 iulie 2016